# Шевронні дюни

Шевронні дюни. Мадагаскар.

Шевронні дюни (англ. chevron dunes, chevron; нім. Chevron-Dünen f pl) — клиноподібні осадові утворення невстановленого генезису. Зустрічаються як на континенті, так і у прибережних районах, зокрема, Індійського океану. Виявлені на Мадагаскарі, у Австралії, на узбережжях Танзанії, Індії, Шрі-Ланки. Крім того, є у Єгипті, на Багамських островах. 
Можуть бути результатом дії вітру або мегацунамі. 
ШЕВРОННІ ДЮНИ – прибережні дюни, складені з гірських порід, в основному піднятих з дна шельфової зони. Мають обриси шевронів (звідки і походить назва), осьова лінія яких орієнтована у напрямку приходу і не узгоджується з лініями переважних напрямків вітру і лінією максимального градієнта шельфу. Основні форми Ш.д. подібні до перевернутих букв V з основою, що звернені у бік океану. Ш.д. поширюються до висоти 180 м над рівнем моря при горизонтальному проникненні вглиб суші до 10-15 км. Походження Ш.д. остаточно не встановлене. 